# ماگدالنا استوژینسکا-براوئر
ماگدالنا استوژینسکا-براوئر (لهستانی: Magdalena Stużyńska-Brauer؛ زادهٔ ۲۵ مارس ۱۹۷۴) بازیگر اهل لهستان است که بابت برخی نقش‌آفرینی‌های تلویزیونی‌اش شهرت دارد. او فعالیت هنری‌اش را در ۱۵ سالگی با بازی در یک تئاتر تجربی به کارگردانی هالینا ماخولسکا آغاز کرد.
از فیلم‌ها یا مجموعه‌های تلویزیونی که وی در آن‌ها نقش داشته‌است، می‌توان به تلخ و شیرین، یک خانواده لهستانی،‌ ورای تخت جراحی، هتل ۵۲، دهن‌به‌دهن، انگشتری با نشان عقاب تاج‌دار و دوستان اشاره نمود.